# Rio Romualdo
Der Rio Romualdo ist ein etwa 19 km langer linker Nebenfluss des Rio Tibaji im Südosten des brasilianischen Bundesstaats Paraná.

## Geografie

### Lage
Das Einzugsgebiet des Rio Romualdo befindet sich auf dem Segundo Planalto Paranaense (Zweite oder Ponta Grossa-Hochebene von Paraná).

### Verlauf
Sein Quellgebiet liegt im Munizip Palmeira auf 798 m Meereshöhe etwa 2 km südlich der PR-151. 
Der Fluss verläuft in nördlicher Richtung. Ab der Brücke der PR-151 bildet er die Munizipgrenze zwischen Palmeira und Ponta Grossa. Er mündet auf 790 m Höhe von links in den Rio Tibaji. Er ist etwa 19 km lang.

### Munizipien im Einzugsgebiet
Am Rio Romualdo liegen die zwei Munizipien Palmeira und Ponta Grossa.